# Мстислав Святополкович
Мстислав (Мстиславець) Святополкович († 12 червня 1099) — князь володимирський. Є ймовірно старшим сином Великого князя київського Святополка Ізяславича від наложниці. Був вражений стрілою з лука під час облоги Володимира військами під проводом князя Давида Ігоревича за підтримки половців і сконав зі словами: «Вмираю за Феодора і Василя».
За словами оповіді про св. Феодора і Василя Печерських, яка уійшла у збірку Києво-Печерський патерик, князь домагався так званого варязького золота і срібла, що зберігалося в Варязькій печері. Де саме — було відомо тільки названим ченцям.
Коли Феодор знайшов в печері багато срібла і коштовних речей, то зарив їх назад у землю. Дізнавшись про те через декілька років князь Мстислав Святополкович зажадав ці скарби від ченця, але той відповідав князю, що Бог забрав у нього пам'ять, і тепер він не знає, де ці скарби ним приховані. Як повідомляє автор оповіді, тоді Мстислав наказав катувати Феодора, а сам, будучи на підпитку («шумне быв от вина»), «стрелой уязви» Василя, другого ченця. Феодор (за іншими інтерпретацій — Василь) передбачив подібну ж смерть від стріли й Мстиславу. Тоді Мстислав убив Феодора списом. Це сталося 11 серпня 1098 року — саме в цей день церква згадує обох ченців, що згодом були канонизовані.